# Baba Saad
Saad Al-Haddad (arab írással: سعد الحداد) (Bejrút, Libanon, 1985. november 26.), jobban ismert művésznevén Baba Saad és Saad libanoni származású német rapper.

## Korai évek
Baba Saad  Libanonban született, de Németországba ment 1997-ben  a libanoni polgárháború miatt.
Először Syke-ban éltek, de később Brémába költöztek.  Miután elvégezte az iskolát, a német hiphop rapper Bushido (másik nevén Sonny Black), a szárnyai alá vette.

## Karrier
Amikor Bushido először hallotta Saad-ot rappelni, azonnal megkérte, hogy működjön közre az Electro Ghetto c. album készítésében.  2005 elején Saad Bushido mellett mutatkozott be a közös albumukban (Carlo, Cokxxx, Nutten 2), amely  a #3. helyet érte el a német toplistákon. A legjobban ismert szám a "CCN 2"-ről a "Nie ein Rapper" volt. 2005 nyara óta szerződésben áll Bushido labeljénél, az ersguterjunge-nél.  2005 végén Saad szerepelt Bushido' Staatsfeind Nr. 1 c. albumában is, és ezután folytatták a szereplést a turnékon.
2006 tavaszán Saad saját albumot adott ki, Das Leben ist Saad címmel.  Válogatás albumokon is feltűnt a labeljénél, szólóban, és más előadókkal együtt.  Saad egyébként mostanában  az "Auge des Sturms" c. számban Azad-dal együtt rappelt.

## Diszkográfia

### Szólólemezek
- 2006 Das Leben ist Saad  ("Az élet Saad")
- 2008 Saadcore
- 2011 Halunke

### Válogatásalbumok
- 2005 Carlo, Cokxxx, Nutten 2 (Bushido-val (Sonny Black))

### Kislemezek
- 2005: Nie ein Rapper (Bushido-val (Sonny Black)) ("Sohasem voltam rapper")
- 2006: Womit hab ich das verdient
- 2008: Regen (Bushido-val) ("Eső")

### Vendégszereplés
Electro Ghetto (Bushido-nál) (2004)
- "ersguterjunge" (Bushido feat. Saad)
- "Gangbang" (Bushido feat. Saad & Bass Sultan Hengzt)
- "Wenn wir kommen" (Bushido feat. Saad)  ("Amikor mi jövünk")

Staatsfeind Nr. 1 (Bushido-nál) (2005)
- "Ab 18" (Bushido feat. Saad)
- "Der Sandmann" (Bushido feat. Saad & Chakuza)
- "Hymne der Strasse" (Bushido feat. Saad)  ("Az utca himnusza")
- "Wir regieren Deutschland" (Bushido feat. Billy 13 & Saad)  ("Uraljuk Németországot")
- "Der Bösewicht" (Bushido feat. Saad)

Game Over (Azad-nál) (2006)
- "Auge des Sturms" (Azad feat. Saad)  ("A vihar szeme")

Hart(z) IV (Eko Fresh-nél) (2006)
- "Ihr werdet uns nicht los" (Eko Fresh feat. Saad)

DJ Stickle pres.: Chakuza – Suchen & Zerstören (2006)
- "Endlich wieder"

Seelenblut (D-Bo-nál) (2006)
- "Wer? Wann? Wo?"  ("Ki? Mikor? Hol?")

ersguterjunge Sampler Vol. 2 - Vendetta (2006)
- "Centercourt"